# Hans Martin Sewcz

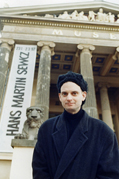
Hans Martin Sewcz, 1997

Hans Martin Sewcz (* 1955 in Halle (Saale)) ist ein deutscher Fotograf und Konzeptkünstler.

## Leben
Hans Martin Sewcz begann als 18-Jähriger, die Fotografie gezielt als Ausdrucksmittel einzusetzen.
Ab 1975 studierte er an der Hochschule für Grafik und Buchkunst in Leipzig und schloss 1981 als „Diplom-Fotografiker“ ab.
Als freiberuflicher Fotograf in Ost-Berlin lebend, beantragte er 1984 die Übersiedlung in die Bundesrepublik Deutschland, was im Frühjahr 1988 bewilligt wurde. Sewcz zog nach West-Berlin und erhielt 1991 ein Stipendium für Fotografie vom Senator für Kulturelle Angelegenheiten.
Hans Martin Sewcz stellt in deutschen wie internationalen Galerien und Museen aus. Er lebt in der Mitte Berlins.

## Werk
Sein künstlerisches Schaffen reicht von der dokumentarischen bis zur subjektiven Fotografie. Zusätzlich hat er sich ab den 1990er Jahren auch als Installations- und Videokünstler einen Namen gemacht. Bereits in der DDR beschäftigte er sich mit dem Thema „Alltagskultur“.

### Fotografie
In den 1970er Jahren, noch vor seiner Studienzeit, begann er, das Leben auf den Straßen Ost-Berlins und Leipzigs mit der Fotokamera zu dokumentieren und dabei den psychologisch wesentlichen Aspekt des gewählten Augenblicks festzuhalten.
„Ihn faszinierten die „nicht erwünschte Authentizität“, die übriggebliebenen Häuser, die großen Kriegsbrachen dazwischen, die riesigen Brandmauern und die dunklen Backsteine ... Seine Bilder sind mitteilsam und dennoch wenig aufdringlich. Sie lassen die Poesie des Zufalls anklingen ... Er selbst sagt, seine damaligen Arbeiten schwankten „zwischen den Polen von Abneigung und Identifikation“.“
Spürbar wird dies auch in seinen Arbeiten über die Produktkultur der DDR aus den 1980er Jahren. Von Andy Warhol inspiriert, fotografierte er typische Schaufensterauslagen und zwar in Farbe, „so dass das blasse Bunt der Waren und ihrer Verpackungen … besonders betont wird“. Die Schaufenster wirkten schon damals wie aus einer vergangenen Welt und sind vom heutigen Perfektionismus erst recht weit entfernt.
Während und nach der Wende reflektierte Sewcz vor allem die Veränderungen im Berliner Stadtbild. Heute interessiert er sich für die Architektur der Moderne „und porträtiert Gebäude, als handele es sich dabei um Persönlichkeiten“.

#### Porträts
Seine Porträts zeigen vor allem Kinder, junge Erwachsene und Künstler.
1976 entstanden „die anonymen 3/4-figurigen Porträts seiner Kommilitonen: Studenten der Hochschule für Grafik und Buchkunst sowie Pädagogik-, Musik und Schauspielstudenten, darunter Ulrich Mühe. Sachlich, vor einer weißen Wand aufgenommen, stehen die Bilder formal in der Tradition der strengen Schwarzweiß-Bildnisse von August Sander ... Die Gesichter sind ernst, aber keineswegs ausdruckslos; die Kleidung ist teilweise unkonventionell. Vor allem die jungen Kreativen, zu denen der Fotograf selbst gehört, geben sich rebellisch.“
Während der 80er Jahre, und schon 1981 in Moskau, fasste Sewcz den Bildausschnitt enger, er erfasste die Blicke direkter. Heute porträtiert er vorwiegend Persönlichkeiten aus dem kulturellen Leben.

#### Sequenzen

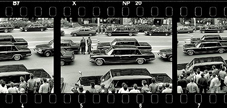
Gorbatschow in Ost-Berlin, 1987

Sewcz entwickelte zwischen 1987 und 1992 ein für ihn spezielles fotografisches Format, das zwischen Fotografie und Film anzusiedeln ist. Der besondere Reiz dieses Mediums besteht darin, dass sich Abbildungen von mehreren aufeinanderfolgenden Zeitpunkten auf einer einzigen Bildfläche befinden. Dazu vergrößerte er ganze Teile der Kontaktstreifen „mit mehreren sequenziellen Bildern, so dass die Perforation sichtbar bleibt und ein beinah kinematografischer Effekt entsteht, der wiederum durch die Fragmentierung gebrochen wird“. Die bekannteste Arbeit aus dieser Serie ist „Gorbatschow in Ost-Berlin 1987“, die während des Besuchs des jungen sowjetischen KPdSU-Chefs beim RGW-Gipfeltreffen entstand.

### Installationen „ready founds“

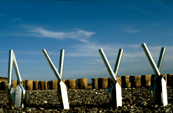
Ostseebad Dierhagen, Studie 1992

Für seine Installationen und skulpturalen Werke verwendet Sewcz bevorzugt Alltagsgegenstände aus der DDR, die er, in bewusster Anspielung auf Marcel Duchamp, „ready founds“ nennt. Sie werden in einen neuen Zusammenhang gebracht und erhalten damit, neben ihren rein historischen Bedeutungen, eine absichtliche ästhetische Transformation in die Gegenwart.
Bei Arrangement und Inszenierung legt Sewcz dabei Wert auf äußerste Präzision. Selbst der Umraum wird in die Komposition einbezogen.
„Die Arbeiten des in Leipzig ausgebildeten Fotokünstlers thematisieren und hinterfragen die Stringenzen und Eindeutigkeiten formaler Arbeitsprozesse. Die Entscheidung, inwieweit das vorbereitete Motiv tatsächlich Motiv wird, oder Installation bleibt und als dreidimensionale Konstellation von Gegenständen vor Augen steht, ist selbst Prozess. Mit den Arbeiten Hans Martin Sewcz´ ist das historisch bedeutende Thema der Kunst, das Verhältnis von Figur und Grund, neu gestellt.“

### Kunst am Bau
Sewcz gewann mehrere „Kunst am Bau“- Wettbewerbe, beispielsweise 1997 für die Sparkasse Uecker-Randow (Pasewalk, Mecklenburg-Vorpommern). Dort brachte er in der Wandelhalle der Sparkasse eine überdimensionale Blindenschrift an. Sie besteht aus rubinrotem Glas, das in Neusilber gefasst ist.
Der Text lautet: „Felix, qui potuit rerum cognoscere causas“ („Glücklich, der die Gründe der Dinge erkennen kann“).
Die Unterzeile lautet: „Zu Ehren Oscar Picht - Pasewalk 1998“. Mit diesem Bezug auf den Erfinder der Blindenschreibmaschine, der in Pasewalk geboren wurde, stellte Sewcz ganz bewusst einen lokalen Bezug her.

### Videokunst
In seinen Videos befasst sich Sewcz mit bewegten Porträts. Dazu lässt er die Darsteller nach seinen Vorgaben agieren. Die Grundlage von „Fisches Nachtgesang“ beispielsweise ist das gleichnamige grafische Gedicht von Christian Morgenstern, das nicht aus Worten, sondern ausschließlich aus Halbkreisen und linearen Zeichen besteht. Die Aufnahmen entstanden 1995 während einer Vernissage bei der Stiftung Starke, indem der Konzeptkünstler Hans Martin Sewcz die Besucher bat, das Gedicht vor der Kamera mimisch zu interpretieren.
In den Jahren 1997 bis 2003 hielt Sewcz tagebuchartig sein Leben in Berlin fest. Er filmte Straßenszenen, Techno-Raves und andere große Paraden, (Künstler-)Porträts sowie Autobiographisches.

## Ausstellungen

### Einzelausstellungen (Auswahl)
- 2011 „Berlin-Mitte Mai 1979 | Frühe Fotografien von Hans Martin Sewcz“. Collection Regard, Berlin
- 2003/2004 „Hans Martin Sewcz Fotografie“. Staatliches Museum, Schwerin
- 1997 „Hans Martin Sewcz“. Staatliches Museum, Schwerin
- 1995 „Hans Martin Sewcz READY FOUND“. Stiftung Starke, Berlin
- 1993 „Gelb Q FOTO IN STALLATION“. A&O center of gravity, Berlin
- 1992 „Retrospektive“. Fotogalerie Friedrichshain, Berlin
- 1991 „Hans Martin Sewcz“. Galerie Raab, Berlin

### Ausstellungsbeteiligungen (Auswahl)
- 2014/2015 „Kunst und Politik“ Altes Rathaus Wittlich, 10. August 2014 bis 31. Januar 2015
- 2010 „Berliner Bilder“. Werke aus der Sammlung Berliner Bank und der Deutschen Bank, Kunsthalle Koidl, Berlin
- 2010 „Aus nicht so ferner Zeit“. Mauer-Mahnmal des Deutschen Bundestages, Berlin
- 2009/2010 „20 Jahre Deutsche Einheit“. Kunsthalle Schweinfurt
- 2009 „Menschen-Orte-Zeiten“. Deutsches Historisches Museum, Berlin
- 2008 „Von Kunst und Politik“. Fotografie in der Sammlung des Deutschen Bundestags, Berlin, Brüssel
- 2005 „Das Porträt im XX. Jahrhundert“. Deutsches Historisches Museum, Berlin
- 2004 „Das XX. Jahrhundert“. Deutsches Historisches Museum, Berlin
- 1999 „Einigkeit und Recht und Freiheit“. DHM im Martin Gropius-Bau, Berlin
- 1996 „Wa(H)re Kunst“. DHM, Berlin / Offenes Kulturhaus, Linz
- 1993/1994 „MuZ-Developing a New Product“. Design Museum, London
- 1993 „Deutsche Kunst mit Photographie“. Deutsche Fototage, Deutsches Architekturmuseum, Frankfurt am Main
- 1993 „Jahreslabor-Ein Bericht“. Berlinische Galerie im Martin Gropius-Bau, Berlin
- 1990 „Change of gait“. Rackham Center Galleries Ann Arbor, Michigan Gallery Detroit, Artcite Ontario, Center for Creative Studies Detroit
- 1985 „Auf gemeinsamen Wegen“. Nationalgalerie, Ost-Berlin

## Werke in öffentlichen Sammlungen
- Brandenburgische Kunstsammlungen, Cottbus
- Deutsche Bank, Berlin/Frankfurt am Main
- Deutsches Historisches Museum, Berlin
- Designmuseum, London
- Kultusministerium, Schwerin
- Kunstsammlung des Deutschen Bundestages, Berlin
- Neuer Berliner Kunstverein, Berlin
- Berlinische Galerie, Landesmuseum für Moderne Kunst, Fotografie und Architektur, Berlin
- Sammlung Sal. Oppenheim, Köln
- Stadt- und Kreissparkasse Leipzig
- Staatliche Kunstsammlungen Dresden
- Staatliches Museum Schwerin
- Staatsgalerie Stuttgart
- Stiftung Haus der Geschichte der Bundesrepublik Deutschland, Bonn

## Installation/Kunst am Bau
- 2009 „Industrial Vegetation III“, Dritter Preis Skulpturenwettbewerb 2009, BUGA - Außenprojekt Solarzentrum Wietow bei Wismar
- 2001 „Industrial Vegetation I“, „Landfraktale 2001“, Schloss Neuenstein, Hessen
- 1998 „Braille“, Wandelhalle der Sparkasse Uecker-Randow

## Videos
- 2007 Filmprogramm zur Ausstellung „Von Kunst und Politik“ Fotografie in der Sammlung des Deutschen Bundestags / Kabinett des Kunst-Raums, Berlin
- 2001 Museum für Kommunikation, Berlin
- 1998 The 21st TokyoVideo Festival, Tokyo
- 1997 „CIRCLES OF CONFUSION 3“. Roter Salon / Volksbühne, Berlin

### Abbildungen in Bildbänden
- Ralf Ulrich: DDR Design. Taschen Verlag, Köln 2008, ISBN 978-3-8228-3216-5.
- Hans Christian Adam: Berlin. Benedikt Taschen Verlag, Köln 2007, ISBN 978-3-8228-1445-1.
- Enno Stahl: German Trash Prosa. Druckhaus Galrev, Berlin 1996, ISBN 3-910161-74-X.
- Georg Chr. Bertsch, Ernst Hedler, Matthias Dietz: SED Schönes Einheitsdesign. Taschen Verlag, Köln 1990, ISBN 3-8228-0403-7.

### Kataloge
- Dieter Vorsteher, Heike Hartmann: Menschen Orte Zeiten. Edition Braus Berlin, Heidelberg 2009, ISBN 978-3-89466-279-0.
- Dieter Vorsteher, Andreas Quermann (im Auftrag des Deutschen Historischen Museum, Berlin): Das Porträt im XX. Jahrhundert. Deutsches Historisches Museum, Berlin 2005, ISBN 3-86102-137-4.
- Dieter Vorsteher und Maike Steinkamp im Auftrag des Deutschen Historischen Museum, Berlin: Das XX. Jahrhundert. Edition Braus, Heidelberg 2004, ISBN 3-89904-108-9.
- Kornelia von Berswordt-Wallrabe, Staatliches Museum Schwerin: Hans Martin Sewcz. Installation 23.1.-2.3.1997. Staatliches Museum Schwerin, 1997, ISBN 3-86106-025-6.